# Charles C. Reid

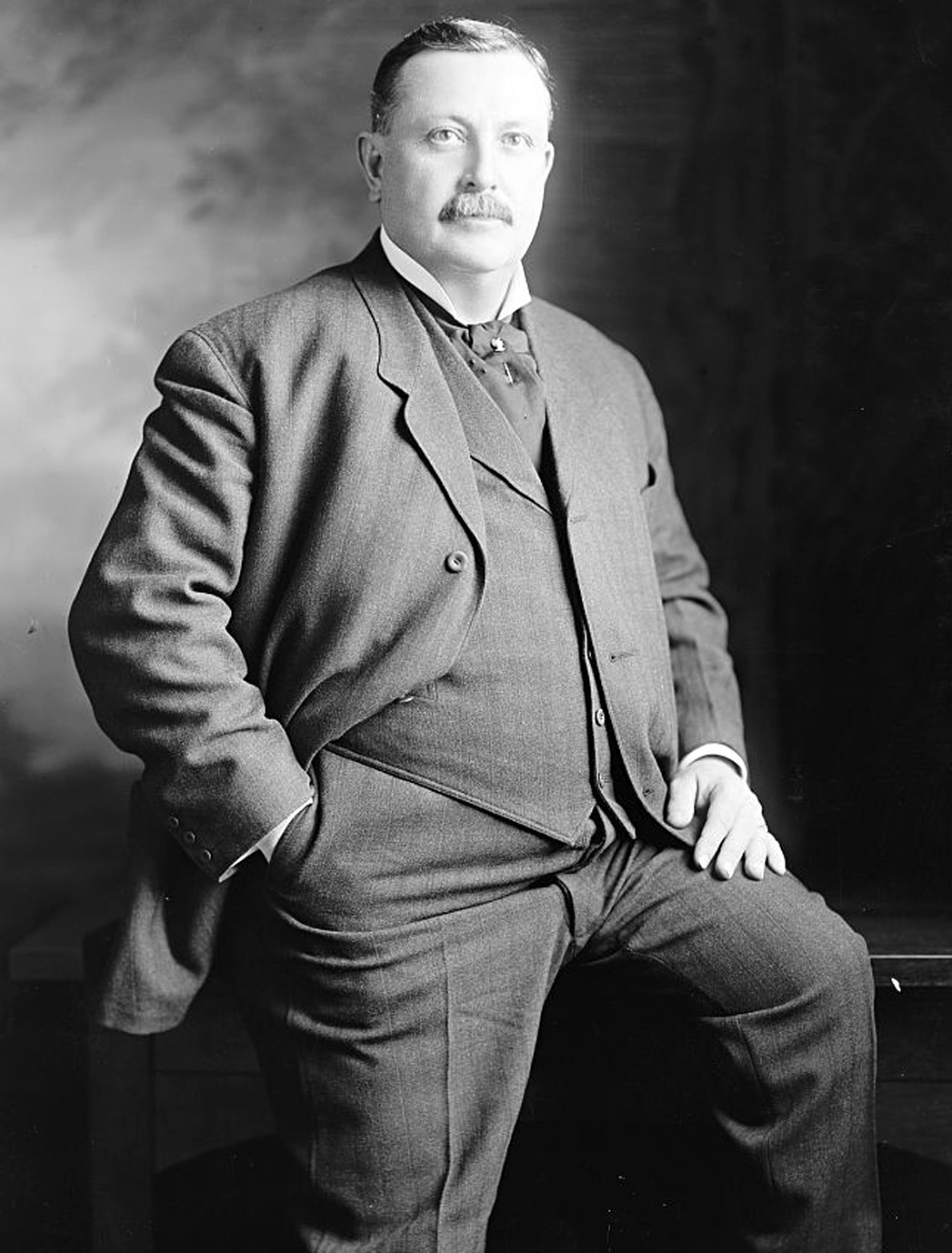
Charles C. Reid

Charles Chester Reid (* 15. Juni 1868 in Clarksville, Arkansas; † 20. Mai 1922 in Little Rock, Arkansas) war ein US-amerikanischer Politiker. Zwischen 1901 und 1903 vertrat er den vierten und von 1903 bis 1911 den fünften Wahlbezirk des Bundesstaates Arkansas im US-Repräsentantenhaus.

## Werdegang
Nach der Grundschule studierte Charles Reid zwischen 1883 und 1885 an der University of Arkansas in Fayetteville. Daran schloss sich ein Jurastudium an der Vanderbilt University in Nashville (Tennessee) an. Nach seiner im Jahr 1887 erfolgten Zulassung als Rechtsanwalt begann Reid in Morrilton in seinem neuen Beruf zu arbeiten. Zwischen 1894 und 1898 war er Bezirksstaatsanwalt im Conway County. Von diesem Amt trat er 1898 zurück, um wieder als privater Anwalt zu praktizieren.
Reid war Mitglied der Demokratischen Partei. Bei den Kongresswahlen des Jahres 1900 wurde er als deren Kandidat im vierten Distrikt von Arkansas in das US-Repräsentantenhaus in Washington, D.C. gewählt, wo er am 4. März 1901 William L. Terry ablöste. Reid vertrat seinen Wahlkreis nur für eine Legislaturperiode bis zum 3. März 1903 im Kongress. Im Jahr 1902 und bei den drei folgenden Kongresswahlen wurde er zum Nachfolger von Hugh A. Dinsmore im fünften Bezirk gewählt. Damit konnte er insgesamt zwischen März 1901 und März 1911 fünf Legislaturperioden im Kongress absolvieren.
Bei den Wahlen des Jahres 1910 verzichtete Reid auf eine weitere Kandidatur. Er zog sich aus der Politik zurück und arbeitete als Rechtsanwalt. Reid starb im Jahr 1922 in Little Rock, der Hauptstadt des Staates Arkansas, und wurde dort auch beigesetzt.